# Жаны-Арык (Алайский район)
Жаны-Арык (кирг. Жаңы-Арык) — село в Алайском районе Ошской области Кыргызстана. Входит в состав Жаны-Алайского айылного аймака.

## География
Село расположено в южной части области, на левом берегу реки Куршаб, на расстоянии приблизительно 42 километров (по прямой) к северо-западу от села Гульча, административного центра района. Абсолютная высота — 985 метров над уровнем моря.

## Население
Согласно оценочным данным Национального статистического комитета Кыргызской Республики, численность населения села на начало 2024 года составляла 1695 человек.
| год     | 2009 | 2014 | 2015 | 2020 | 2021 | 2023 | 2024 |
| ------- | ---- | ---- | ---- | ---- | ---- | ---- | ---- |
| человек | 963  | 1228 | 1420 | 1590 | 1630 | 1683 | 1695 |